# Kaiser-Wilhelm-Siegesmarsch
Der Kaiser-Wilhelm-Siegesmarsch (Armeemarsch II, 189) wurde vom preußischen Militärmusiker Gottfried Piefke unter dem ursprünglichen Titel Siegesmarsch im Jahr 1864 komponiert. Gewidmet war er dem damaligen preußischen König Wilhelm I. Der Marsch sollte an den Sieg der preußischen Truppen im Deutsch-Dänischen Krieg erinnern. Nach der Ausrufung Wilhelms I. zum deutschen Kaiser 1871 wurde der Titel des Marsches dann ergänzt.
Der Marsch ist ein sehr klangvolles Musikgemälde, das in drei Motiven den Ablauf des Krieges nachzeichnet. Das erste Motiv beschreibt in eher düsteren Moll-Harmonien den Ausbruch der Kämpfe, im zweiten Motiv ersetzen dann hoffnungsvollere Dur-Klänge die negative Stimmung und deuten auf einen erfolgreichen Fortgang des Kampfes hin. Das Trio schließlich vollendet in hartem Marschrhythmus den Triumph und symbolisiert die zur Siegesparade marschierenden Truppen.
Der Kaiser-Wilhelm-Siegesmarsch gehört noch heute aufgrund seiner musikalischen Aussagekraft zu den künstlerisch bedeutsamsten deutschen Militärmärschen. Eindeutig der Kategorie der sog. Konzertmärsche, d. h. der Kunstmusik mit bedeutenden Wechseln im Dynamik und Tempo, zuzuordnen, wird er v. a. bei Konzertveranstaltungen aufgeführt.